# Heterotrofie
Heterotrofia este un mod de viață al unor organisme ce se hrănesc numai cu substanțe organice, din care își produc carbon și azot sau energie chimică din procese de reducere (redox). Heterotrofia este, ca mod de viață, în opoziție cu autotrofia unde energia necesară vieții este luată de la lumina solară sau din surse anorganice. Organismele heterotrofe nu pot sintetiza singure substanțe organice din surse anorganice (substanțe minerale). Plecând de la tipul energiei utilizate pentru extragerea carbonului și azotului, se poate face următoarea clasificare:
- Fotoheterotrofie (energie luminoasă)
- Chemiheterotrofie (energie chimică).

## Vezi și
- Lanț trofic
- Metabolism
- Mixotrof
- Nutriție
- Nutriție autotrofă și heterotrofă
- Piramidă trofică

## Legături externe
- „heterotrofie” la DEX online